# 心寒 (電影)
《心寒》為於2003年上映的香港劇情片，導演為鐘少雄，吳鎮宇、朱茵和張家輝等主演。

## 劇情大綱
陳國明是一名警察，做事有拼勁很投入，但與妻子莫心怡產生感情問題。正當他們處在離婚邊緣時，由於意外，兩人捲入一次街頭槍擊當中，怡中槍昏迷，醒來後產生種種幻覺，而她的幻覺又與連日來發生的案件密切關聯……

## 主要演員
- 吳鎮宇 飾 陳國明
- 朱茵 飾 莫心怡
- 張家輝 飾 高川醫生
- 許紹雄 飾 陳國明上司
- 鄧健泓 飾 陳國明手下
- 李蘢怡 飾 周潔瑜
- 駱應鈞 飾 B哥